# Robert Krawczyk
Robert Krawczyk (Tarnowskie Góry, 26 de marzo de 1978) es un deportista polaco que compitió en judo. Ganó una medalla de bronce en el Campeonato Mundial de Judo de 2003 y cuatro medallas en el Campeonato Europeo de Judo entre los años 2000 y 2007.

## Palmarés internacional
| Campeonato Mundial | Campeonato Mundial      | Campeonato Mundial | Campeonato Mundial |
| Año                | Lugar                   | Medalla            | Categoría          |
| ------------------ | ----------------------- | ------------------ | ------------------ |
| 2003               | Osaka (Japón)           | Medalla de bronce  | –81 kg             |
| Campeonato Europeo |                         |                    |                    |
| Año                | Lugar                   | Medalla            | Categoría          |
| 2000               | Breslavia (Polonia)     | Medalla de bronce  | –81 kg             |
| 2002               | Maribor (Eslovenia)     | Medalla de bronce  | –81 kg             |
| 2005               | Róterdam (Países Bajos) | Medalla de bronce  | –81 kg             |
| 2007               | Belgrado (Serbia)       | Medalla de oro     | –81 kg             |